# Valentin Baur
Valentin Baur (* 19. Dezember 1891 in Augsburg; † 25. Juni 1971 ebenda) war ein deutscher Politiker der SPD.

## Leben und Beruf
Nach dem Besuch der Volks- und anschließend der Berufsfortbildungsschule lernte Baur Bauschlosser, er wurde bereits 1909 Mitglied des Deutschen Metallarbeiter-Verbandes, des Vorläufers der IG Metall. Von 1912 bis 1918 war er Soldat, am 12. November 1918 wurde er zum Vorsitzenden des Arbeiter- und Soldatenrates in Augsburg gewählt. Seit 1919 arbeitete Baur zunächst für die Fa. Riedinger, die 1927 in der MAN AG aufging. Von 1923 bis 1933 war er Vorsitzender des Betriebsrates, zunächst bei Riedinger dann bei MAN. In der Weimarer Republik war er außerdem zweiter Vorsitzender des Metallarbeiter-Verbandes in Augsburg. Auf Reichsebene gehörte er dem Hauptvorstand des Metallarbeiter-Verbandes und dem Reichsbeirat der Konzern-Betriebsräte an. Darüber hinaus war er Vorstandsmitglied der Landesversicherungsanstalt Schwaben und der Invalidenversicherung. Nach 1933 wurde er dieser Posten aus politischen Gründen enthoben und in „Schutzhaft“ genommen. Nach der Entlassung emigrierte er zunächst in das Saargebiet um nach der Rückkehr desselben in das Deutsche Reich in die Schweiz und später nach Liechtenstein zu gehen. Von dort aus beteiligte er sich am Widerstand gegen das NS-Regime. Im Zusammenhang mit diesen Aktivitäten wurde er 1944 von den nationalsozialistischen Behörden ausgebürgert. Die Schweiz internierte ihn von 1940 bis 1945. Ihm wurde am 9. November 1944 im nationalsozialistischen Deutschland die Staatsbürgerschaft aberkannt.
1945 wurde Baur nach seiner Rückkehr von der amerikanischen Besatzungsmacht als Leiter des Wohnungsamtes in Augsburg eingesetzt und später Direktor der Badeverwaltung. Von 1945 bis 1958 war er Ortsvorsitzender der ÖTV heute ver.di in Augsburg. Von 1949 bis 1958 gehörte er auch dem Hauptvorstand der ÖTV an.

## Partei
Bereits seit 1911 gehörte Baur der SPD an. 1946 wurde er Bezirksvorsitzender seiner Partei in Schwaben und gehörte von 1946 bis 1949 dem Parteivorstand an.

## Abgeordneter
Baur gehörte von 1924 bis 1933 dem Stadtrat von Augsburg an.
Von Dezember 1946 bis Juni 1947 war Baur Landtagsabgeordneter in Bayern.
1947 bis 1949 war Baur Mitglied des Wirtschaftsrates. Von 1949 bis 1961 gehörte er dem Deutschen Bundestag an. Er vertrat den Wahlkreis Augsburg im Bundestag.

## Auszeichnungen
- 9. Mai 1961: Bayerischer Verdienstorden